# Oiketicoides
Oiketicoides (лат.) — род чешуекрылых насекомых из семейства мешочниц.

## Описание
Размах крыльев от 12 до 25 мм.
Самец: глаза округлые, скапус усика утолщён, педицеллюс дисковидный; антенны двулопастные без чешуек, длинные вентрально реснитчатые, равномерно уменьшающиеся в длине к вершине. Голова густо покрыта длинными, волосовидными чешуйками. Брюшко в основном густо покрыто длинными волосами. Ноги длинные и волосатые. Передние ноги с длинным и узким эпифизом голени. Голени средних и задних ног с крошечными шпорами дистально. Передние крылья удлинённые, большей частью густо покрыты короткими волосовидными чешуйками; крылья с 10 жилками от dc, r3+r4 и m2+m3 в основном стебельчатые. Dc с простой срединной жилкой (редко разделена). На заднем крыле m1+m2 в основном короткостебельные, срединная жилка не вильчатая (редко разделена), sc и rr слиты и в основном соединены с dc перемычкой. Поперечные связи между жилками отсутствуют.
Самка личинообразная и бескрылая, антенны не развиты или обозначены в виде крошечных бугорков. Вместо глаз в основном присутствуют небольшие пигментные пятна. Ноги редуцированы до двух сегментов и несут пару коготков дистально. Самки остаются в своей куколочной оболочке в футляре, и таким образом происходит спаривание. После спаривания самки откладывают яйца прямо в футляр. Самки не имеют диагностических признаков для идентификации вида.
О биологии мало что известно, так как ранние стадии в основном неизвестны. Известные до сих пор личиночные корпуса обычно построены из шёлка и покрыты в продольном направлении фрагментами веток и листьев. Гусеницы полифаги и питаются различными травами, такими как горошек (Vicia spp.).

## Систематика
Известно около 50 видов. Род был впервые выделен в 1881 году.
- Oiketicoides acuta (Kozhanchikov, 1956)[2]
- Oiketicoides acutipennis (Kozhanchikov, 1956)
- Oiketicoides aethiopica Bourgogne, 1991
- Oiketicoides africana Dierl, 1972
- Oiketicoides albomaculatus Sobczyk & Arnscheid, 2021[4]
- Oiketicoides algeriensis Sobczyk & Arnscheid, 2021[4]
- Oiketicoides armena  (Heylaerts, 1885)
- Oiketicoides anatolica Arnscheid & Sobczyk, 2023[3]
- Oiketicoides atlanticum Sobczyk & Arnscheid, 2021[4]
- Oiketicoides borealis (Kozhanchikov, 1956)[2]
- Oiketicoides caucasica (A. Bang-Haas, 1912)
- Oiketicoides centralasiaticae Arnscheid & Sobczyk, 2023[3]
- Oiketicoides chottella (Lucas, 1934)
- Oiketicoides defreinai Arnscheid & Sobczyk, 2023[3]
- Oiketicoides demarcata (Kozhanchikov, 1956)[2]
- Oiketicoides eganai (Agenjo, 1962)
- Oiketicoides eldarica (Kozhanchikov, 1956)
- Oiketicoides elegantis Arnscheid & Sobczyk, 2023[3]
- Oiketicoides febretta  (Boyer de Fonscolombe, 1835)
- Oiketicoides gracilis (Turati & G.C. Krüger, 1936)
- Oiketicoides grummi  (Heylaerts, 1887)
- Oiketicoides hackeri Arnscheid & Sobczyk, 2023[3]
- Oiketicoides hampsoni (Bethune-Baker, 1894)
- Oiketicoides heptapotamica Kozhanchikov, 1956
- Oiketicoides hurei (Lucas, 1934)
- Oiketicoides imazighenis Sobczyk & Arnscheid, 2021
- Oiketicoides inquinata (Lederer, 1858)
- Oiketicoides javana (Heylaerts, 1885)
- Oiketicoides jordana  (Staudinger, 1899)
- Oiketicoides lambessa (Heylaerts, 1889)
- Oiketicoides lefevrei  (Oberthür, 1922)
- Oiketicoides leoi Kozhanchikov, 1956[2]
- Oiketicoides lutea (Staudinger, 1871)
- Oiketicoides lyauteyi (Lucas, 1934)
- Oiketicoides maghrebensis Sobczyk & Arnscheid, 2021
- Oiketicoides maroccensis Sobczyk & Arnscheid, 2021
- Oiketicoides minuta (Kozhanchikov, 1956)[2]
- Oiketicoides nigripilosa Kozhanchikov, 1956
- Oiketicoides nivellei (Oberthür, 1922)
- Oiketicoides numidicum Sobczyk & Arnscheid, 2021
- Oiketicoides oberthueri (Heylaerts, 1883)
- Oiketicoides orophila  (Wehrli, 1928)
- Oiketicoides plotnikovi (Kozhanchikov, 1956)[2]
- Oiketicoides pseudochottella Sobczyk & Arnscheid, 2021
- Oiketicoides riemsdyki (Heylaerts, 1886)
- Oiketicoides saurica  (Solyanikov, 1997)
- Oiketicoides senex (Staudinger, 1871)
- Oiketicoides schakuhensis  (Heylaerts, 1885)
- Oiketicoides simulans Kozhanchikov, 1956
  - Oiketicoides simulans sysoletinae Lastuchin, 2008[6]
    - =Oiketicoides simulans sysoletinovae Lastuchin, 2008[7]
- Oiketicoides squamopilosa Kozhanchikov, 1956
- Oiketicoides staudingeri (Heylaerts, 1889)
- Oiketicoides subgrisea (Kozhanchikov, 1956)
- Oiketicoides sudanica  Dierl, 1972
- Oiketicoides taurica (Wehrli, 1933)
- Oiketicoides tedaldii (Heylaerts, 1882)[8]
- Oiketicoides theodori Kozhanchikov, 1956
- Oiketicoides unicolorata Kozhanchikov, 1956[2]
- Oiketicoides villosa (Brandt, 1938)